# Brodawnicowate
Brodawnicowate (Verrucariaceae Zenker) – rodzina grzybów z rzędu brodawnicowców (Verrucariales).

## Systematyka i nazewnictwo
Pozycja w klasyfikacji według Index Fungorum: Verrucariaceae, Verrucariales, Chaetothyriomycetidae, Eurotiomycetes, Pezizomycotina, Ascomycota, Fungi.
Polską nazwę rzędu i rodziny podał J.Nowak i Z. Tobolewski.
Według aktualizowanej klasyfikacji Index Fungorum bazującej na Dictionary of the Fungi do rodziny tej należą bardzo liczne rodzaje. Wśród porostów występujących w Polsce są to:
- Agonimia Zahlbr. 1909 – drobik
- Bagliettoa A. Massal. 1853 – bagliettoa
- Catapyrenium Flot. 1850 – łuskotek
- Dermatocarpon Eschw. 1824 – skórnica
- Endocarpon Hedw. 1788 – wnętrznik
- Involucropyrenium Breuss 1996 – płoszczyk
- Merismatium Zopf 1898 – merismatium
- Muellerella Hepp ex Müll. Arg. 1862 – muellerella
- Parabagliettoa Gueidan & Cl. Roux 2009
- Phaeospora Hepp 1867 – feospora
- Placidium A. Massal. 1855 – obierek
- Placocarpus Trevis. 1860 – płosz
- Polyblastia A. Massal. 1852 – komornica
- Psoroglaena Müll. Arg. 1891 – ramoczka
- Staurothele Norman 1853 – wnętrznica
- Thelidium A. Massal. 1855 – sutkowiec
- Verrucaria Schrad. 1794 – brodawnica[2][4]

Nazwy polskie według W. Fałtynowicza.